# Lijst van voetbalinterlands Saint Vincent en de Grenadines - Turks- en Caicoseilanden
Deze lijst van voetbalinterlands is een overzicht van alle officiële voetbalwedstrijden tussen de nationale teams van Saint Vincent en de Grenadines en de Turks- en Caicoseilanden. De landen speelden tot op heden een keer tegen elkaar: een kwalificatiewedstrijd voor de CONCACAF Nations League 2019/20 op 18 november 2018 in Providenciales.

## Wedstrijden
| № | Plaats         | Datum            | Competitie                                   | Wedstrijd                                      | Uitslag |
| - | -------------- | ---------------- | -------------------------------------------- | ---------------------------------------------- | ------- |
| 1 | Providenciales | 18 november 2018 | CONCACAF Nations League 2019/20 kwalificatie | Turks- en Caicoseil. – St. Vincent en de Gren. | 3 – 2   |

## Samenvatting
| Competitie                           | Totaal gespeeld | Winst St. Vincent en de Gren. | Gelijk | Winst Turks- en Caicoseil. | Doelsaldo St. Vincent en de Gren. – Turks- en Caicoseil. |
| ------------------------------------ | --------------- | ----------------------------- | ------ | -------------------------- | -------------------------------------------------------- |
| CONCACAF Nations League-kwalificatie | 1               | 0                             | 0      | 1                          | 2 − 3                                                    |
| Totaal                               | 1               | 0                             | 0      | 1                          | 2 − 3                                                    |

Wedstrijden bepaald door strafschoppen worden, in lijn met de FIFA, als een gelijkspel gerekend.
SVGFF · A-internationals · Vrouwenelftal van Saint Vincent en de Grenadines
Amerikaanse Maagdeneilanden ·
Anguilla ·
Antigua en Barbuda ·
Aruba ·
Bahama's ·
Barbados ·
Belize ·
Bermuda ·
Britse Maagdeneilanden ·
Canada ·
Costa Rica ·
Cuba ·
Curaçao ·
Dominica ·
Dominicaanse Republiek ·
El Salvador · 
Grenada ·
Guatemala ·
Guyana ·
Haïti ·
Honduras ·
Jamaica ·
Kaaimaneilanden ·
Mexico ·
Montserrat ·
Nederlandse Antillen ·
Nicaragua ·
Puerto Rico ·
Saint Kitts en Nevis ·
Saint Lucia ·
Suriname ·
Trinidad en Tobago ·
Turks- en Caicoseilanden ·
Verenigde Staten
TCIFA · 
A-internationals · 
Vrouwenelftal van de Turks- en Caicoseilanden
1990 – 1999 · 
2000 – 2009 · 
2010 – 2019 ·
2020 − 2029
1999 · 
2000 · 
2001 · 
2002 · 
2003 · 
2004 · 
2005 · 
2006 · 
2007 · 
2008 · 
2009 · 
2010 · 
2011 · 
2014 ·
2018 ·
2019 ·
2020 ·
2021 ·
2022 ·
2023 ·
2024
Amerikaanse Maagdeneilanden ·
Anguilla ·
Aruba ·
Bahama's ·
Belize ·
Britse Maagdeneilanden ·
Cuba ·
Dominica ·
Dominicaanse Republiek ·
Guyana ·
Haïti ·
Kaaimaneilanden ·
Nicaragua ·
Saint Kitts en Nevis ·
Saint Lucia ·
Saint Vincent en de Grenadines